# よさこい号

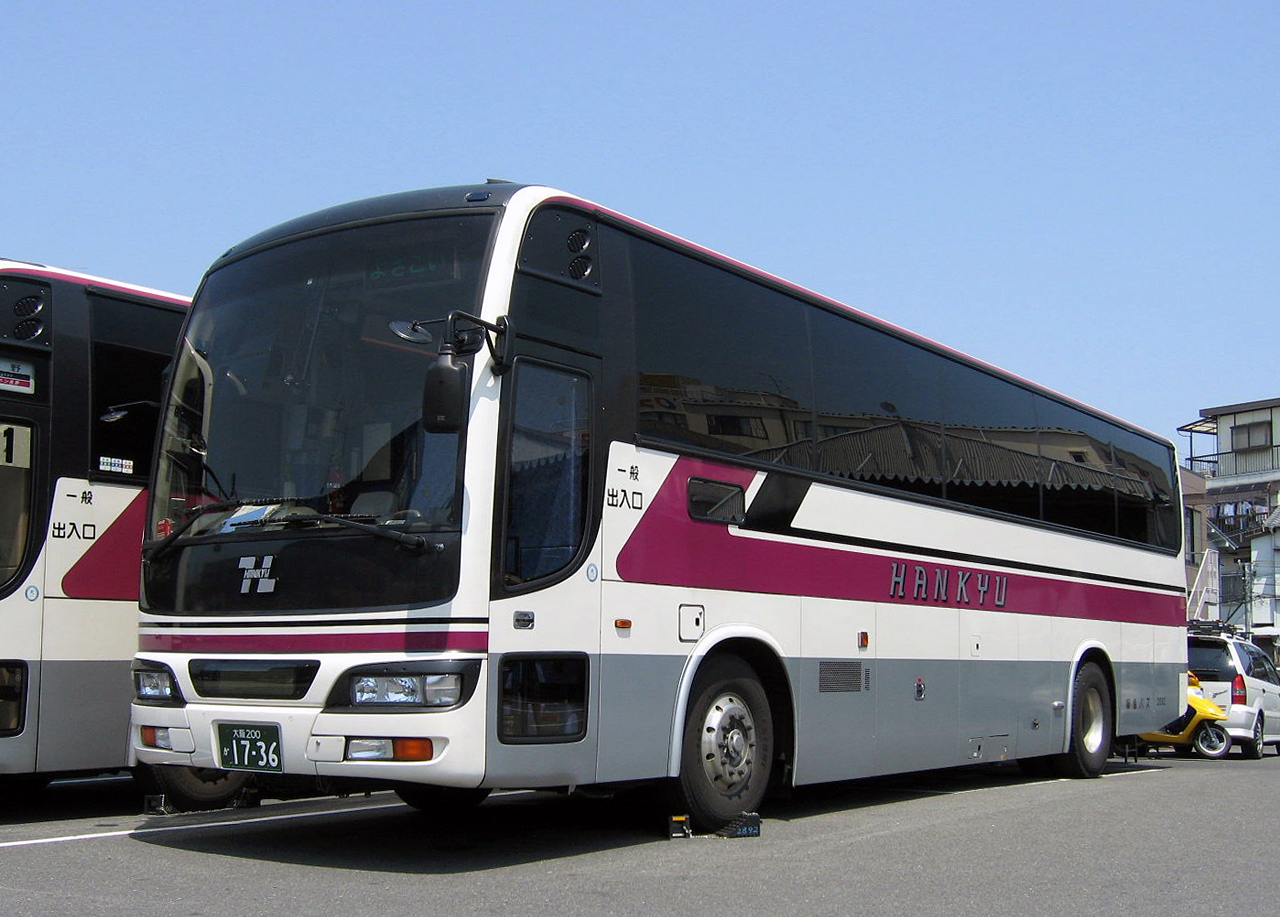
よさこい号（阪急バス）

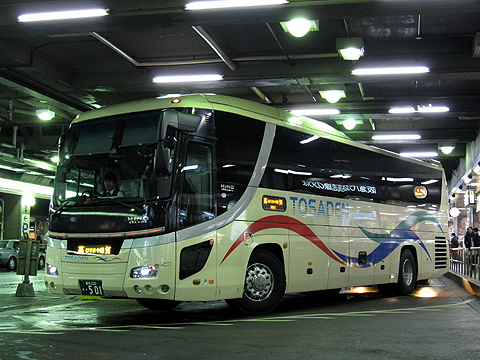
よさこい号（土佐電気鉄道）

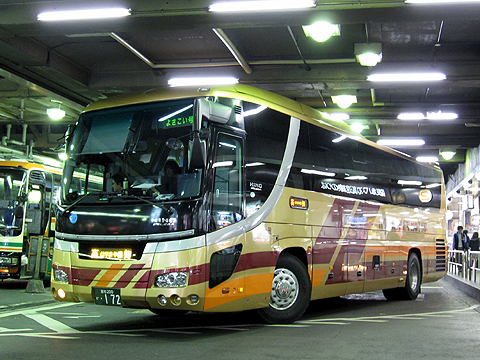
よさこい号（高知県交通）

よさこい号（よさこいごう）とは大阪府大阪市と高知県高知市（一部の便は高知県安芸市まで延長）を結ぶ高速バス路線である。かつて期間限定運行されていた室戸・安芸経由便も本稿にて扱う。
全便予約指定制のため乗車には予約が必要。

## 沿革
- 1990年8月8日 - 運行開始[1]。当時は高知自動車道が大豊IC - 南国IC間しか完成しておらず、また山陽自動車道の岡山JCT - 備前IC間が未開通だったため、大豊ICから坂出ICまで国道32号、国道319号、国道11号バイパスを経由していた。また岡山市から備前市までは、岡山バイパスや岡山ブルーハイウェイ（現・岡山ブルーライン）を経由していた。この時は大阪梅田と高知市を7時間で結んでいた。発足時は昼便1往復、深夜便1往復であった。
- 1992年 - 2月に高知自動車道が川之江ジャンクションまで延伸し、高松自動車道善通寺ICまで高速道路で一本で結ばれるようになった。さらに4月には高松自動車道坂出IC - 善通寺ICが開通。これによって高知市の東隣の南国市から岡山市の西隣の早島ICまで高速道路で一本で結ばれるようになった。この四国内の高速道路網の急速な進歩によって、よさこい号の大阪と高知の所要時間が大幅に短縮され、また高知と他の都市を結ぶ高速バス便の隆盛のきっかけとなっていった。
- 1998年 - 高知駅への乗入れを開始。
- 2001年 - 一部便を明石海峡大橋経由に変更。
- 2002年8月9日 - 1日4往復に増便。
- 2005年12月 - 室戸・安芸経由便の繁忙期試験運行開始。直通路線バス廃止代替として甲浦と高知市内間の乗降、大阪行にて新大阪駅の降車も扱った。
- 2006年7月 - 室戸・安芸経由便の週末と繁忙期の定期運行開始。甲浦と高知市内間の乗降扱い、新大阪駅の降車扱い取り止め。
- 2007年6月 - 室戸・安芸経由便の週末運行を取り止め、繁忙期期間限定運行となる。
- 2008年5月 - 利用客低迷により、室戸・安芸経由便を廃止。
- 2008年7月28日 - 1日10往復に増便。
- 2010年7月27日 - 高速バスと空港リムジンバスの乗車券がセットになった関西空港乗継乗車券を発売。
- 2014年9月1日 - 一部便をUSJ、有馬温泉、岡場駅、安芸駅乗り入れ開始。これに伴い、ダイヤ改正。
- 2014年10月1日 - 高知県交通と土佐電気鉄道が事業統合しとさでん交通が発足。これにより2社が担当していた便は同社が担当することになった。
- 2022年7月1日 - 阪急バスが高速線全線を子会社の阪急観光バス（法人としては前日までの大阪空港交通）に移管したため、同社の運行になった[2]。。
- 2024年8月1日 - ダイヤ改正。6往復に減便、高知・安芸間を休止し、ハービスOSAKA・宝塚駅・有馬温泉・岡場駅の各停留所を廃止。昼行便は新大阪・西宮北インター間無停車に変更[3]。

## 運行会社
- 阪急観光バス大阪営業所
- とさでん交通

## 停車停留所

### 現行経路
- 阪急三番街・ユニバーサルスタジオジャパン・新大阪駅・千里ニュータウン・宝塚インター - 大豊・一宮バスターミナル・高知駅・はりまや橋・桟橋高知営業所（・知寄町・中野団地北口・野市・安芸駅・安芸営業所）
  - 便によって停車バス停・停車順序が異なる。
  - 夜行便は千里中央、西宮北インターも停車。
  - カッコ内は2024年8月1日現在休止中。

### 過去経路
- 室戸・安芸経由便（廃止時）
  - 阪急三番街〜甲浦・東洋町役場・野根中通・佐喜浜支所・高岡第一（ディープシーワールド）・大師像前（ホテル明星）・室戸岬ホテル前・室戸営業所・室戸市役所・吉良川冨屋・羽根船場・奈半利駅・田野役場通・安田役場通・安芸市役所・安芸営業所・和食・はりまや橋・高知駅・桟橋高知営業所
    - 県交通・土佐電のみの運行。安芸・室戸地区の予約発券は高知東部交通が、大阪地区の予約発券は阪急バスが受け付けていた。また, よさこい号（大阪〜大豊〜高知）とは別路線扱いのため、乗車券の共通使用はできなかった。

斜字は一部便のみ停車

## 運行経路
- 瀬戸大橋経由便
  - 大阪市内 - 阪神高速 - 中国自動車道 - 山陽自動車道 - 瀬戸中央自動車道 - 瀬戸大橋 - 高松自動車道 - 高知自動車道 - 高知市内
- 明石海峡大橋経由便
  - 大阪市内 - 阪神高速 - 神戸淡路鳴門自動車道 - 徳島自動車道 - 高知自動車道 - 高知市内
- 室戸・安芸経由便（廃止時）
  - 大阪市内 - 阪神高速 - 神戸淡路鳴門自動車道 - 国道55号 - 国道32号 - 高知市内

## 運行回数
- 昼行5往復、夜行1往復の計6往復／日。（阪急観光バス1往復、とさでん交通5往復担当）

## 使用車両
- 原則として全便化粧室付き独立3列シート車両で運行。

## その他
- 阪急バスは、室戸・安芸経由便の運行には参加せず、予約・発券・停留所提供のみを行っていた。
- 高知側では往復乗車券の有効期間内に限ってパークアンドライドが利用可能である。

桟橋高知営業所（とさでん交通桟橋車庫内、事前予約制）
　毛布・スリッパ・コンセント配備のサービスあり。
- 北海道テレビ放送のテレビ番組『水曜どうでしょう』の「サイコロの旅・第6弾」において、当時の深夜便のバスの前方は3列シートながら、後方の4列シートに着席することになった大泉洋が、その配列やスリッパの不備に不平不満を漏らした。
- 阪急バスのエアロクイーン車体純正化が進んでいるが、よさこい号は西日本車体工業の車体が長く健在していた。
- 阪急観光バス、とさでん交通の車両双方に、バスに無線LANが設置されている。